# Liste de fonctions numériques
En mathématiques, certaines fonctions ont une dénomination usuelle, dépendant éventuellement d'un ou plusieurs paramètres numériques, qui les définit précisément. Il peut s'agir de fonctions d'une ou plusieurs variables réelles ou complexes, voire de fonctions arithmétiques.

## Fonctions d'une ou plusieurs variables réelles ou complexes

### Fonctions algébriques
À partir des fonctions constantes (dont la valeur est indépendante de la variable) et de la fonction identité (dont la valeur est égale à la variable), combinées par addition et multiplication, il est possible de définir toutes les fonctions polynomiales, parmi lesquelles se trouvent  les fonctions puissance à exposant entier positif. L'utilisation supplémentaire de l'opération de division permet d'obtenir toutes les fonctions rationnelles, dont  les fonctions puissance à exposant négatif.
Les réciproques de ces fonctions ont donc une valeur qui est solution d'une équation polynomiale en la variable, comme dans le cas des fonctions racines. Plus généralement, les fonctions dont la variable et la valeur sont reliées par une équation polynomiale à deux inconnues sont appelées fonctions algébriques.

### Fonctions affines par morceaux
Certaines fonctions classiques peuvent être définies par recollement de fonctions plus simples, notamment affines. Elles admettent alors des expressions algébriques différentes sur des intervalles disjoints, telles la valeur absolue, le signe et les parties entière et fractionnaire.
D'autres exemples sont donnés par certaines fonctions caractéristiques d'un ensemble comme la fonction de Heaviside.

### Fonctions analytiques transcendantes
Fonctions trigonométriques et associées
Elles peuvent être définies analytiquement à partir de la fonction exponentielle complexe et permettent de construire les polynômes trigonométriques comme le noyau de Dirichlet ou celui de Fejér, mais aussi d'autres fonctions comme le sinus cardinal.
Exponentielle, logarithme et associées
Ces fonctions réciproques l'une de l'autre peuvent être toutes deux obtenues comme solution d'une équation différentielle ou à partir d'une série entière et prolongées analytiquement dans le plan complexe.
Fonctions hyperboliques, logistiques et associées.
Elles peuvent être définies analytiquement à partir de la fonction exponentielle réelles.
Fonction gamma et associées
Ces fonctions sont définies à partir de la fonction gamma d'Euler, puis par diverses opérations analytiques (produit, différentiation...).
Fonctions définies à l'aide d'une intégrale
Ces fonctions nécessitent la définition d'une ou plusieurs des fonctions définies précédemment, qui apparaitront dans la fonction intégrée.
Fonctions elliptiques et associées
Fonctions de Bessel, harmoniques et associées
Séries de Dirichlet et L-fonctions
Ces fonctions d'une ou plusieurs variables complexes sont définies à l'aide de séries où une variable apparait en exposant dans chaque terme. Certaines peuvent s'exprimer à l'aide de fonctions hypergéométriques.

### Autres fonctions d'une variable réelle
Certaines fonctions sont définies avec des irrégularités non isolées :
- la fonction de Dirichlet (indicatrice des rationnels), nulle part continue
- la fonction de Thomae, qui n'est continue qu'aux points irrationnels
- l'escalier de Cantor et la fonction point d'interrogation (?) non constantes bien que presque partout dérivables et de dérivée nulle
- la fonction de Weierstrass et la fonction de Bolzano, continues mais nulle part dérivables
- la fonction de Conway en base 13, dont l’image de tout intervalle non dégénéré est {\displaystyle \mathbb {R} }
- la fonction de Volterra dérivable et dont la dérivée est bornée mais non intégrable au sens de Riemann.

D'autres fonctions sont définies par morceaux comme les splines, la fonction de Dickman (ρ) ou la somme de Dedekind (s).

### Fonctions de plusieurs variables
- Polynômes : fonctions de Himmelblau, Rosenbrock
- Polynôme trigonométrique : fonction de Rastrigin
- Fonction de Kampé de Fériet – softmax

## Fonctions à variables entières

### Fonctions arithmétiques
Elles sont définies pour chaque entier naturel (à l'exclusion éventuelle de zéro), souvent à l'aide d'un dénombrement d'un ensemble directement associé aux propriétés arithmétiques de cet entier ou des entiers inférieurs.

### Autres fonctions
Certaines fonctions en théorie de la calculabilité sont obtenues à partir d'une formulation à plusieurs variables.